# Kids in the Street
Kids in the Street è il quarto album studio del gruppo musicale statunitense The All-American Rejects, che è uscito il 26 marzo 2012.

## Tracce
1. Someday's Gone – 3:25
2. Beekeeper's Daughter – 3:33
3. Fast & Slow – 4:00
4. Heartbeat Slowing Down – 4:44
5. Walk Over Me – 3:58
6. Out the Door – 3:38
7. Kids in the Street – 4:46
8. Bleed into Your Mind – 2:43
9. Gonzo – 5:06
10. Affection – 4:44
11. I for You – 2:35

Deluxe edition
1. Wind Blows (Skrillex remix)
2. Drown into me
3. Party Is Over
4. Gives You Hell (live from Roundhouse)

iTunes edition
1. Drown Next to Me
2. Someday's Gone (demo)
3. Bleed Into Your Mind (demo)
4. Do Me Right (demo)
5. Fast & Slow (demo)
6. Kids In the Street (demo)
7. Digital Booklet

## Formazione
Cast artistico
- Tyson Ritter – voce, basso
- Nick Wheeler – chitarra solista
- Mike Kennerty – chitarra ritmica
- Chris Gaylor – batteria

Cast tecnico
- Greg Wells - produzione, missaggio[5]
- Șerban Ghenea - missaggio